# 嘉数送信所
嘉数送信所（かかずそうしんじょ）は、沖縄県豊見城市字嘉数にある、県内の民間放送局である琉球放送（RBC）のテレビ放送とAMラジオ放送、並びに琉球朝日放送（QAB）のテレビ放送の送信所である。

## 概要
元々はRBCが、前身となる「琉球の声」時代の1953年ラジオ送信所として開設（当時は英語放送も併設）、1960年にアナログテレビ・AMラジオ兼用の放送所として設けたものだったが、RBCは1985年6月、アナログテレビの送信所を当時のNHK沖縄放送局に移し、以後10年間はAMラジオのみの送信所だった。
しかし1995年10月、AMラジオが5kWから10kWに増力されたのに加え、RBCも支援したQABが開局したことから、再びテレビ・AMラジオ兼用の送信所となった（全国のテレビ・AMラジオ兼用の送信所では唯一、AM波とUHF波の一体型）。その際、AMラジオの送信塔は全国的にも珍しい自立鉄塔式に変更された。そして、デジタルテレビ放送の開局に際しては、すでにアナログテレビ放送を行っているQABのUHFアンテナと既存のRBCiラジオ・QABアナログテレビの送信局舎をそのまま使用して、QABのデジタルテレビ放送に加え、RBCも21年ぶりにテレビ送信所をここに戻した（デジタルのみ。アナログは2011年7月24日の放送終了までNHKの施設のまま残存していた）。ちなみにAMラジオと地上アナログ・デジタルテレビジョン放送を一括して同じ送信所から出しているのは全国的に見ても親局ではここだけである。そのため、2011年7月24日のアナログテレビ放送終了以降は親局としては全国で唯一のテレビ・AMラジオ兼用の送信所となる（中継局も含めるとRSK山陽放送の笠岡中継局や南海放送の大洲中継局もあてはまる）。また2017年にはRBCiラジオのFM補完中継局（ワイドFM）の送信所も設けられた。
送信所の保守管理はRBCのデジタルテレビ・AMラジオ放送だけでなく、QABのアナログ・デジタルテレビ放送もRBCで受け持っている。これはQABがコスト削減の目的などからアナウンス・報道取材・一部の営業関係以外の放送業務をすべてRBCに委託しているためである。
地上デジタルテレビ放送に先駆けて、1999年 - 2004年には沖縄地上デジタル放送研究開発支援センターが放送実験用の送信所として使用した（中継局は今帰仁テレビ・FM中継局と久米島中継局）。その実験用に使用していたUHFアンテナは後にRBC・QABのデジタルテレビ送信用として使用していたが、デジタル完全移行後はQABのアナログ放送を行っていたUHFアンテナをそのまま転用する形でRBC・QAB共用の地上デジタル放送の送信アンテナとして使用し、それまで使用していた放送実験用時代からのUHFアンテナは撤去された。

## テレビジョン放送送信設備

### 地上デジタルテレビジョン放送送信設備
| ID        | 放送局名         | コールサイン | 物理 チャンネル | 空中線 電力 | ERP    | 放送対象地域 | 放送区域内世帯数 |
| --------- | ---------------- | ------------ | --------------- | ----------- | ------ | ------------ | ---------------- |
| 3         | RBC 琉球放送     | JORR-DTV     | 14              | 1kW         | 18.5kW | 沖縄県       | 約38万世帯       |
| 5         | QAB 琉球朝日放送 | JORY-DTV     | 16              | 1kW         | 18kW   | 沖縄県       | 約38万世帯       |
| 地上 D238 | RBC Gガイド      | なし         | 14              | 1kW         | 18.5kW | 沖縄県       | 約38万世帯       |

- NHK沖縄放送局（ID 1,2）とOTV沖縄テレビ放送（8）は豊見城市字高安にある豊見城高安テレビ・FM放送所（NHK沖縄放送局跡地）から送信している。

#### 歴史
- 2005年11月15日 - 予備免許交付。
- 2006年1月5日 - 試験放送開始。
- 2006年11月29日 - 本免許交付。
- 2006年12月1日- 本放送開始。

### 地上アナログテレビジョン放送送信設備
| チャンネル | 放送局名         | コールサイン | 空中線電力          | ERP                 | 放送対象地域 | 放送区域 内世帯数 |
| ---------- | ---------------- | ------------ | ------------------- | ------------------- | ------------ | ----------------- |
| 28         | QAB 琉球朝日放送 | JORY-TV      | 映像10kW/ 音声2.5kW | 映像200kW/ 音声50kW | 沖縄県       | 不明              |

- 2011年7月24日に廃局。
- QAB以外のVHF各局（NHK2波、OTV、RBC）はNHK豊見城高安テレビ・FM放送所から送信していた。

## ラジオ放送送信設備

### AMラジオ放送送信設備
| 周波数 （kHz） | 放送局名                   | コールサイン | 空中線電力 | 放送対象地域 | 放送区域 内世帯数 |
| -------------- | -------------------------- | ------------ | ---------- | ------------ | ----------------- |
| 738            | RBC琉球放送 （RBCiラジオ） | JORR         | 10kW       | 沖縄県       | 不明              |

- NHKは豊見城市字金良の金良ラジオ放送所から、ラジオ沖縄は南城市大里の大里送信所からそれぞれ送信している。

### FMラジオ放送送信設備
| 周波数 （MHz） | 放送局名                   | コールサイン | 空中線電力 | ERP   | 放送対象地域 | 放送区域 内世帯数 | 開局日         |
| -------------- | -------------------------- | ------------ | ---------- | ----- | ------------ | ----------------- | -------------- |
| 92.1           | RBC琉球放送 （RBCiラジオ） | (RBC那覇FM)  | 1kW        | 7.4kW | 沖縄県       | 46万6623世帯      | 2017年12月16日 |

- ラジオ沖縄は島尻郡南風原町新川のおきなわTOWERから送信している。